# Olé Toro
Olé Toro es un videojuego desarrollado y distribuido por Dinamic Software en 1985, para las plataformas Spectrum y Amstrad CPC 464 que simula una corrida de toros.

## Desarrollo
Fue desarrollado (programación y gráficos) por Ignacio Ruiz Tejedor (Snatcho), con música (pasodoble) de Ignacio Bergareche y Sánchez Manso como consultor taurino.
El juego es una adaptación del anterior título de la empresa, Video Olimpic.

## Recepción
En España fue bien recibido, pero en otros países (distribuido por "Americana") recibió fuertes críticas y valoraciones bajas debido a su temática.